# Adolf Wiesiołowski (ziemianin)
Adolf Wiesiołowski herbu Ogończyk (ur. 1850, zm.?) – ziemianin, działacz społeczny i gospodarczy, poseł na Sejm Krajowy Bukowiny

## Życiorys
Ziemianin, właściciel dóbr Prelipcze nad Dniestrem, na Bukowinie i Zawadka koło Wielopola w pow. strzyżowskim.
Polski działacz narodowy na Bukowinie. Poseł na Sejm Krajowy Bukowiny VIII i IX kadencji (1894–1903), wybrany w kurii 2 (wielkiej własności ziemskiej). Członek prezydium Koła Polskiego. Występował wraz z Krzysztofem Abrahamowiczem i Jerzym Wassilko na rzecz zwiększenia nauczania języka polskiego w szkołach bukowińskich. Od 1900 członek honorowy Stowarzyszenia Rękodzielników Polskich „Gwiazda” w Czerniowcach.
Członek Rady Powiatowej we Lwowie (1885–1886), wybierany w kurii I (większej własności), oraz zastępca członka Wydziału Powiatowego we Lwowie (1885–1886).
Od 1880 członek, w latach 1890–1906 prezes oddziału lwowskiego Galicyjskiego Towarzystwa Gospodarskiego. Członek Komitetu GTG (15 czerwca 1892 – 18 czerwca 1903, 24 czerwca 1904 – 10 czerwca 1906). Prezes Zarządu Powiatowego we Lwowie (1895–1896, 1902–1903), członek Zarządu Głównego (1900–1905) Towarzystwa Kółek Rolniczych we Lwowie. Działacz Towarzystwa Oświaty Ludowej, prezes Zarządu TOL (1900–1905). Od 1901 członek założyciel Towarzystwa dla popierania nauki polskiej we Lwowie. Był także autorem utworów dramatycznych, m.in.  Postrzelony. komedia w czterech aktach, (Lwów 1886) i Kuzynek. Komedia w jednym akcie ([Lwów] 1887). Pod koniec życia mieszkał we Lwowie, gdzie posiadał kamienicę przy Janowskiej 60. W testamencie przekazał swą bogatą bibliotekę na rzecz Zakładu Narodowego im. Ossolińskich we Lwowie.

## Życie prywatne
Ożenił się z pochodzącą z ormiańskiej rodziny Ludwiką z Łukasiewiczów, ich synami byli pilot wojskowy Adolf Henryk Wiesiołowski (1896–1953), przedsiębiorca lwowski i ziemianin, właściciel dóbr Krzywczyce w pow. lwowskim Teofil, ziemianin Aleksander.